# Oligoterapia
Con oligoterapia si intende una terapia (o meglio una serie di terapie) basata sulla somministrazione di quantità minime di oligoelementi.
Nel nostro organismo sono presenti vari minerali e metalli che si possono suddividere in due categorie a seconda della loro concentrazione: oligoelementi, per es. nichel, e macroelementi, per es. calcio.

## Gli oligoelementi
I minerali presenti in concentrazioni ridotte sono denominati oligoelementi (dal greco "oligos" poco), cioè elementi presenti in tracce. Sia i minerali contenuti in quantità abbondanti che quelli contenuti in tracce svolgono importanti funzioni a prescindere dalla loro quantità, partecipando alla struttura degli organi e dei tessuti, o fungendo da coenzimi che attivano importanti reazioni biochimiche. 
La loro carenza induce alterazioni fisiologiche e strutturali, pertanto il loro apporto previene o guarisce alcuni squilibri organici derivati dalla loro mancanza.
Come afferma il dott. Georges Lakhovsky in un suo lavoro del 1939:
(Georges Lakhovsky)

## Le 4 diatesi
Il medico francese Jacques Ménétrier, considerato il padre di questa disciplina, negli anni 1930 identificò quattro terreni organici associati ad alcuni oligoelementi, che definì diatesi.
Queste diatesi corrispondono a condizioni dell'organismo caratterizzate da componenti fisiche, intellettuali ed emotive specifiche e proprie del soggetto. Non esistendo diatesi pure, si possono trovare individui appartenenti principalmente a una e parzialmente a un'altra diatesi. In ogni caso, le 4 categorie sono suddivisibili in diatesi di nascita (le prime 2) e in diatesi involutive (la 3ª e la 4ª), caratterizzate da un deterioramento del terreno cellulare causato da un cattivo stile di vita e/o dall'invecchiamento.
1) Diatesi allergica o artritica (Mn): è associata all'elemento manganese. Viene considerata una diatesi "giovane"; è caratterizzata da:
- iperattività
- emotività
- nervosismo
- spesso aggressività
- grande passionalità
- memoria e concentrazione selettive (si focalizzano solo su ciò che viene reputato interessante)
- astenia mattutina
- iperattività serale
- emicranie
- allergie (dermatologiche, respiratorie e alimentari)
- disturbi circolatori e gastrointestinali
- ipertiroidismo.

2) Diatesi ipostenica o artrotubercolotica (Mn-Cu): è associata a manganese-rame; è considerata una diatesi tipica dell'adolescenza e della prima età adulta; è caratterizzata da:
- calma
- riflessività
- non passionalità
- spesso indifferenza
- concentrazione e memoria un po' difficoltose
- stanchezza serale
- scarsa resistenza agli sforzi con necessità di pause
- scarse resistenze organiche con disturbi dell'apparato respiratorio e gastrointestinale
- affezioni urinarie
- ipotiroidismo
- facili infiammazioni ghiandolari.

3) Diatesi distonica o neuro-artritica (Mn-Co): è associata a manganese-cobalto e si riscontrava (ai tempi di Ménétrier) tipicamente nell'età adulta matura (dopo i 40 anni); attualmente è comune anche in soggetti giovani con uno stile di vita stressante. 
È caratterizzata da:
- ansia
- nervosismo
- irritabilità
- memoria e concentrazione scarse
- stanchezza sin dal risveglio con aggravamenti verso sera, in particolare delle gambe
- sonno poco ristoratore
- spasmi viscerali
- formicolii e intorpidimento degli arti
- dolori gastrointestinali con gonfiori
- ulcere
- ipertensione
- disturbi urogenitali
- gotta.

4) Diatesi anergica (Cu-Au-Ag): è associata a rame-oro-argento, tipica dell'età senile; è caratterizzata da particolari problemi come:
- mancanza di energia (anergia)
- netta diminuzione delle capacità mnemoniche e di concentrazione
- creatività assente
- pessimismo costante
- psicoastenia
- stanchezza cronica
- indifferenza sessuale
- sonno letargico o insonnia
- depressione
- infezioni e infiammazioni croniche con deficit immunitario.

Il rimedio catalitico di questa diatesi è il rame-oro-argento.

### Assunzione
I rimedi sopra elencati per le 4 diatesi si presentano in forma di soluzione in fiale da mantenere sotto la lingua per almeno 1 minuto, così da permettere alla soluzione di entrare direttamente nel circolo sanguigno attraverso la vascolarizzazione sublinguale, dopodiché possono venire deglutiti (preferibile) o sputati.
A causa dell'elevata reattività degli oligoelementi, prima e dopo l'assunzione (per 15 minuti) è importante non bere, non mangiare, non fumare, non lavarsi i denti e in generale non introdurre in bocca alcuna sostanza che possa interferire con il loro assorbimento tramite la mucosa sublinguale.

## La sindrome da disadattamento
Oltre alle diatesi si riscontra una sindrome da disadattamento ghiandolare (fase di transizione) dovuta allo stress che può interessare
-l'asse ipofiso-gonadico: i sintomi generici sono
- ritardi di sviluppo
- impotenza
- disfunzioni mestruali

Rimedio: associazione zinco-rame
-l'asse ipofiso-pancreatico con sintomi secondari a uno squilibrio del tasso glicemico:
- "fame da lupi"
- astenia improvvisa prima dei pasti
- sonnolenza post-prandiale
- svuotamento intellettuale

Si tratta con l'associazione zinco-nichel-cobalto.

## Razionale biochimico
Sebbene per non tutti gli elementi chimici impiegati in oligoterapia sia possibile trovare una spiegazione per il loro meccanismo d'azione (come trattamento "catalitico" diretto sui tessuti), per alcuni di loro effettivamente vi sono delle spiegazioni forniteci dagli studi di biochimica eseguiti nei laboratori di ricerca di base.
Il motivo principale è che molti degli oligoelementi impiegati appartengono alla famiglia che nella Tavola Periodica di Mendeleèv sono etichettati come elementi di "transizione". 
Questo gruppo comprende elementi che hanno orbite elettroniche incomplete, che per raggiungere la "regola dell'ottetto" necessitano o di cedere elettroni o di coordinarsi con donatori che siano disposti a condividere le loro nuvole elettroniche (fenomeno della "coordinazione").
In questo paragrafo verranno esposti i meccanismi d'azione di alcuni di questi elementi, sulla base di prove raccolte dalla letteratura scientifica internazionale.

### Cobalto
Nel caso del cobalto, ad esempio, si potrebbe pensare che le sue azioni nel corpo umano siano essenzialmente da ricondurre al suo incorporarsi alla cianocobalamina o vitamina B12. Ma si sa già che noi non siamo capaci di fabbricare questa vitamina e che le quantità introdotte con l'oligoterapia, (dell'ordine dei milligrammi), sono in abbondante eccesso rispetto alla quantità di vitamina B12 che il corpo necessita ogni giorno (microgrammi; una dose di almeno un migliaio di volte inferiore all'oligoelemento assunto). 
Il fatto che però il cobalto trova indicazione in condizioni patologiche quali angina pectoris, acrocianosi (colore bluastro delle estremità per difettosa irrorazione sanguigna e sintomo cardine del morbo di Raynaud), variazioni della pressione arteriosa, può trovare una sicura spiegazione biochimica nell'essere il cobalto un induttore della risposta ipossica.
A coloro che sono ricercatori di base, specie in cardiologia ed oncologia, è noto che la somministrazione di cloruro di cobalto nelle cellule in coltura induce una risposta che mima la condizione di carenza di ossigeno o ipossia. Tramite un segnale biochimico ancora poco dettagliato, gli ioni cobalto arrivano ad attivare una proteina del citoplasma chiamata HIF-1 (Hypoxia-Inducible Factor 1; fattore inducibile dall'ipossia). Questa proteina appartiene alla categoria nota come fattori di trascrizione, proteine cioè capaci di legare il DNA e portare all'espressione di geni specifici.
L'HIF-1 tra i suoi bersagli enovera il fattore di crescita di stimolo per gli endoteli (Vascular Endothelial Growth Factor; VEGF), chiamato anche fattore angiogenetico e scoperto da Napoleone Ferrara (ricercatore residente negli Stati Uniti d'America). Il VEGF guida la formazione di nuovi vasi sanguigni oltre ai preesistenti quando le concentrazioni tissutali di ossigeno si abbassano stabilmente, fenomeno che è provato avvenire in molti tumori.
Un'altra proteina inducibile dall'HIF-1 è l’eritropoietina (EPO), citochina specifica per lo stimolo del midollo osseo a produrre nuovi eritrociti.
Infine, l'HIF-1 mette in moto la sintesi di molti degli enzimi della catena della glicolisi, la sequenza di reazioni chimiche che dal glucosio porta alla genesi di adenosin-trifosfato (ATP) come fonte energetica.
Nel caso delle indicazioni oligoterapiche del cobalto, è probabile che il meccanismo principale del trattamento si fondi proprio sui suddetti fenomeni biochimici. Semplicemente, si cercherebbe tramite il cobalto di potenziare una risposta (quella ipossica che induce il VEGF e l'EPO) che non sembra sufficiente a tamponare le manifestazioni di cattiva irrorazione sanguigna. La creazione di nuovi capillari sotto stimolo del VEGF, la maggiore produzione di globuli rossi e lo stimolo alla produzione di energia potrebbero essere i meccanismi con cui questo oligoelemento agirebbe nelle suddette patologie.
- Wang GL, Semenza GL. (1993): Desferrioxamine induces erythropoietin gene expression and hypoxia-inducible factor 1 DNA-binding activity: implications for models of hypoxia signal transduction. Blood 82(12): 3610-3615.
- Semenza GL et al. (1994): Transcriptional regulation of genes encoding glycolytic enzymes by hypoxia-inducible factor 1. J Biol Chem. Sep 23; 269(38):23757-763.
- Kakinuma Y et al (2001): Novel molecular mechanism of increased myocardial endothelin-1 expression in the failing heart involving the transcriptional factor hypoxia-inducible factor-1alpha induced for impaired myocardial energy metabolism. Circulation; 103(19):2387-94.
- Van Lieshout T. et al (2004): A hypoxic response induced in MatLyLu cells by cobalt chloride results in an enhanced angiogenic response by the chick chorioallantoic membrane. Int J Oncol.; 23(3):745-50.

### Rame
Le indicazioni terapeutiche elettive per il rame nell'oligoterapia comprendono le malattie infettive ed alcune patologie infiammatorie quali il reumatismo, la psoriasi e persino la spondilite anchilosante.
Ma qual è il razionale biochimico perché il rame possa condizionare queste patologie?
Da sempre il rame è stato considerato un buon battericida diretto ed indiretto. In acconto ai suoi effetti diretti, esso è capace (al pari degli ioni ferro bivalenti) di dismutare l'acqua ossigenata (o perossido di idrogeno) generando il radicale idrossile (OH.), l'unica specie radicalica contro cui la natura non è riuscita ad elaborare difese enzimatiche efficienti. Per la sua eliminazione occorrerebbe introdurre molecole esogene quali l'acido salicilico, il mannitolo o il tocoferolo (vitamina E). Siano essi presenti già a livello intracellulare (fagocitati) o extracellulare i batteri non hanno, al pari delle cellule animali, alcuna difesa contro il radicale idrossile. La presenza di ioni rame dunque aiuterebbe il corpo a disfarsi sia dei batteri, sia delle cellule fagocitanti che sono state infettate.
Esiste in verità in altro meccanismo con cui il rame potrebbe esplicare la sua azione anti-infettiva, ma stavolta bisogna chiamare in causa meccanismi guidati da enzimi.
Assieme allo zinco, il rame costituisce il centro catalitico dell'enzima superossido dismutasi 1 (SOD1), capace di dismutate l'anione superossido in perossido di idrogeno che di per sé possiede già capacità battericide.
Un secondo enzima che contiene sia rame che zinco è una fosfatasi proteica nota col nome di calcineurina B (CNB). Nei linfociti, questo enzima viene attivato dagli ioni calcio e a sua volta esso attiva un fattore di trascrizione chiamato NF-AT1 (Nuclear Factor of Activated T-cells 1 o fattore nucleare dei linfociti T attivati), facendolo traslocare dal citoplasma al nucleo dei linfociti. A livello nucleare, l'NF-AT1 inizia così la trascrizione di una batteria di geni specifici.
Uno dei geni bersaglio dell'NF-AT1 è una famosissima citochina, l'interleuchina-2, dotata della capacità di allertare le difese immunitarie predisponendole alla formazione di anticorpi.
- King MM. (1986): Modification of the calmodulin-stimulated phosphatase, calcineurin, by sulfhydryl reagents. J Biol Chem; 261(9):4081-4.
- Takeuchi K e t al. (2007): Structure of the calcineurin-NFAT complex: defining a T cell activation switch using solution NMR and crystal coordinates. Structure.; 15(5):587-597.

### Alluminio
Per quanto esista un'ampia evidenza della letteratura indicante che l'esposizione cronica all'alluminio (come polvere metallica o derivati inorganici) risulta nella comparsa di modificazioni biochimiche patologiche importanti negli animali da esperimento, non è pubblicato alcun dato riguardo a una controparte umana.
È invece noto da tempo che i pazienti con malattia di Alzheimer (accumulo neuronale di beta-amiloide) mostrano un significativo aumento delle concentrazioni cerebrali di alluminio, che coincidentalmente è maggiore a livello delle placche degenerative.
Un maggiore accumulo corporeo di alluminio è stato riscontrato anche in buona parte degli individui con insufficienza renale cronica sottoposti a dialisi. Secondo alcuni autori, questo accumulo potrebbe essere dovuto a una concentrazione di alluminio troppo alta nel bagno dialitico, evenienza che può verificarsi in ambiente ospedaliero. Ma quanto l'accumulo cerebrale di alluminio in entrambe le situazioni patologiche sia causale o consequenziale, non è stato stabilito con certezza.
Per quanto riguarda l'oligoterapia, l'alluminio è stato indicato per il trattamento dell'affaticamento (astenia) mentale, dell'insonnia ed in certe deficienze intellettuali dei bambini, un'indicazione terapeutica che si scontra ferocemente con molti dati di laboratorio indicanti l'effetto neurotossico di questo metallo. Un'indicazione secondaria dell'alluminio organico è quella di protettore delle cartilagini delle superfici articolari sottoposte a frizione.
Occorre anche ricordare che sebbene la forma chimica della specie sia importante per il suo assorbimento tissutale, questa non è a sua volta una verità assoluta. Basti pensare che certi derivati organici od inorganici dell'alluminio sono ancora oggi impiegati come riduttori dell'acidità e/o protettori della mucosa gastrica, ed impiegati nella terapia coadiuvante dell'ulcera gastrica o duodenale. Non esiste alcun riscontro clinico per cui persone che hanno fatto uso di questi farmaci per lungo tempo, abbiano accumulato alluminio a livello cerebrale.
Il razionale biochimico che spiegherebbe le azioni dell'alluminio a dosi catalitiche nell'organismo umano può essere chiarito con alcuni degli effetti metabolici che questo ione metallico è stato visto provocare negli studi di laboratorio.
Un effetto stimolante degli ioni alluminio trivalenti sull'attività dell'enzima acetilcolinesterasi umana, murina e bovina è stata provata più volte. Significherebbe che l'alluminio può modulare la degradazione del neurotrasmettitore acetilcolina a livello cerebrale, mediatore che interviene nella veglia, nelle capacità mnemoniche e nel controllo posturale. Esistono prove risalenti al secolo scorso (Randoin, 1944) che la carenza di alluminio in certi animali da esperimento può impedire il corretto funzionamento dell'enzima mitocondriale succinato deidrogenasi, uno dei componenti del ciclo di Krebs per la produzione di ATP. È molto più recente invece la scoperta che un altro enzima del ciclo di Krebs può essere parzialmente condizionato dagli ioni Al3+ in senso negativo, e cioè la NADP-isocitrato deidrogenasi.
Un quarto enzima condizionato positivamente degli ioni alluminio a livello neuronale sarebbe la pompa sodio-potassio (Na+/K+ ATPasi), che serve al corretto processo di conduzione dell'impulso nervoso.
L'alluminio appare condizionare un altro enzima presente nei sinaptosomi cerebrali, la 5'-nucleotidasi, che stacca il gruppo fosfato dai nucleotidi monofosfati (converte principalmente l'AMP ad adenosina ed in misura minore gli altri mono-nucleotidi). Questo effetto a livello cerebrale potrebbe spiegare il perché l'alluminio è indicato nella terapia oligo-minerale dell'insonnia. L'adenosina, infatti, è dimostrato intervenire nei processi di rilassamento mentale ed in cooperazione con un altro neurotrasmettitore, la dopamina, serve alla vasodilatazione cerebrale e all'induzione del sonno nell'uomo.
Un ulteriore meccanismo con cui l'alluminio potrebbe condizionare i cicli di sonno-veglia e contrastare l'astenia mentale (indicazione elettiva come oligoelemento), sarebbe da ricercarsi nella sua attività modulatrice su un altro enzima del catabolismo dei neurotrasmettitori, la monoammino-ossidasi A (MAO-A), almeno a quanto riscontrato nei mitocondri cerebrali di ratto. La MAO-A degrada neurotrasmettitori amminici come la noradrenalina e la serotonina, che sono positivamente correlati alla normale funzionalità cerebrale durante la veglia e l'attenzione. Gli ioni Al3+ fungerebbero da inibitori non-competitivi dell'enzima, non alterando l'affinità dell'enzima per i suoi substrati, bensì condizionandone la velocità di catalisi (Vmax).
Sono state scoperte altre azioni molecolari dell'alluminio, riguardanti altre proteine o enzimi in altri organi, ma quelle enunciate sono servite all'elucidazione dei meccanismi biochimici dell'alluminio nel trattamento oligoterapico elettivo (per dettagli, si rimanda al paragrafo delle referenze bibliografiche). È però certo che se si avessero a disposizione altri dati su più ampie sperimentazioni controllate in soggetti umani, questi corroborerebbero le spiegazioni di come ogni oligoelemento possa essere responsabile di effetti metabolici così ampi, ma allo stesso tempo abbastanza selettivi per certi tessuti, e quindi per specifiche patologie.
- Zatta P. et al (1994): Activation of acetylcholinesterase by aluminium(III): the relevance of the metal species. Neuroreport; 5(14):1777-80.
- Gandolfi L et al (1998): Aluminum alters intracellular calcium homeostasis in vitro. Biochim Biophys Acta.; 1406(3):315-20.
- Rao KS, Rao GV. (1994): Effect of aluminium (Al) on brain mitochondrial monoamine oxidase-A (MAO-A) activity—an in vitro kinetic study. Mol Cell Biochem.; 137(1):57-60.
- Ganrot PO (1986): Metabolism and possible health effects of aluminum. Environ Health Perspect.; 65:363-441.
- Kaizre RR et al. (2007): The effect of aluminium on NTPDase and 5'-nucleotidase activities from rat synaptosomes and platelets. Int J Dev Neurosci.; 25(6):381-6.
- Yoshino M, Murakami K. (1992): Aluminum: a pH-dependent inhibitor of NADP-isocitrate dehydrogenase from porcine heart. Biometals. Winter 1992; 5(4):217-21.
- Murakami K, Yoshino M. (2004): Aluminum decreases the glutathione regeneration by the inhibition of NADP-isocitrate dehydrogenase in mitochondria. J Cell Biochem.; 93(6):1267-71.

### Nickel
La medicina riconosce al pancreas due funzioni essenziali al corpo umano: la prima è la produzione di ormoni glucostatici come insulina e glucagone; l'altra è l'elaborazione del succo pancreatico, una secrezione alcalina di tipo esocrino che una volta riversatasi nel duodeno, digerisce gli alimenti grazie al suo contenuto di enzimi quali proteasi, lipasi e amilasi. La secrezione del succo pancreatico è bimodale: una dipende dagli impulsi del nervo vago e l'altra dall'ormone intestinale secretina. Il controllo ormonale non dipende da un intervento dell'asse ipotalamo-ipofisi.
Nonostante ciò, è stato possibile provare che il nickel associato al cobalto in dosi catalitiche può correggere certi squilibri della secrezione esocrina del pancreas, in particolare quella che riguarda il rimaneggiamento dei grassi, la cui difficoltà  di scomposizione causa una condizione organica chiamata steatorrea (presenza di grasso nelle feci). Sebbene la spiegazione di ciò fino a poco tempo fa restava ignota, i progressi della comprensione del metabolismo da parte della ricerca di base ha permesso di avanzare delle ipotesi al riguardo.
In particolare è stato scoperto che gli ioni Ni2+ liberi nel sangue possono coordinarsi con l'ormone ipofisario GnRH (ciò è stato notato anche con gli ioni rame) ed essere capaci di interagire col suo recettore. Dopo che il legame è avvenuto, l'ormone innesca la sintesi di secondi messaggeri (AMP ciclico e inositolo polifosfati), con una modalità e una qualità diverse da quelle prodotte dall'ormone non complessato col nickel. La risposta finale è la secrezione di ormone luteinizzante o LH. Quale sia la regolazione dell'LH sulla funzionalità intestinale e/o pancreatica non è ben noto, ma può darsi che non sia nemmeno l'LH la molecola effettrice finale, piuttosto qualche altro mediatore o ormone. Tuttavia tali azioni molecolari potrebbero essere in parte responsabili degli effetti correttivi del nickel organico, secondo la medicina oligoterapica.
È possibile che altri meccanismi molecolari siano responsabili delle azioni del nickel organico sulle funzioni digestive. È noto da alcuni decenni che gli ioni Ni2+ sono antagonisti di un gruppo di canali ionici noti col nome di antiporto sodio-calcio (Natrium-Calcium Exchangers; NCEs). Questi canali sono accoppiati agli effetti bioelettrici e metabolici di molti ormoni e neurotrasmettitori. A livello dell'antro gastrico, gli ioni nickel condizionano la secrezione la peristalsi indotte dall'acetilcolina, proprio attraverso la oro azione modulatrice sullo scambio sodio extracellulare-calcio intracellulare governato dagli NCEs.
È risaputo, inoltre, che gli ioni nickel hanno dei decisivi effetti a livello cardiaco. A dosi elevate, essi diventano inibitori dei confronti del consumo di ossigeno, della contrattilità miocardica e generano radicali liberi dell'ossigeno per ossidazione del cofattore nicotinammide adenin dinucleotide ridotto (NADH), tutti effetti che sono stati visti essere tamponati dell'innalzamento delle concentrazioni di calcio intracellulare. Al contrario, dosi basse favoriscono l'inotropismo positivo e l'energetica mitocondriale senza tossicità, effetti ricapitolati da concentrazioni fisiologiche di ioni calcio.
Volendo fare un collegamento all'effetto del nickel sui canali NCE, queste proteine sono anche le mediatrici dell'aumento della contrattilità cardiaca controllata dalle catecolamine (quali la noradrenalina). Attraverso una loro azione modulatrice sui canali NCE, gli ioni Ni2+ potrebbero regolare l'iperstimolazione noradrenergica a livello cardiaco e prevenire la comparsa di conseguenze quali l'extrasistole, l'aritmia e la fibrillazione su base nervosa.
Un'altra dichiarazione della Medicina oligoterapica è che il nickel stimola l'assorbimento organico del ferro. Non esiste apparente correlazione tra il metabolismo di questi due metalli, anche perché l'assorbimento intestinale del ferro è tradizionalmente ritenuto sotto il controllo di agenti riducenti, come l'acido ascorbico o l'acido citrico, ed agenti chelanti o precipitanti come gli anioni fosfato ed i tannini. Può darsi che l'assorbimento del ferro stimolato dal nickel avvenga in qualche tappa post-intestinale (a livello ematico?) e che la cinetica del fenomeno non sia ancora conosciuta.
Invero, è provato che il nickel si serve del trasportatore di membrana dei metalli bivalenti (Divalent Metal Transporter 1; DMT-1) e può disturbare l'omeostasi citoplasmatica del ferro, inducendo il fattore di trascrizione HIF-1, già menzionato a proposito delle azioni oligoterapiche del cobalto. Non a caso, nella medicina oligoterapica l'indicazione elettiva nickel-cobalto è dichiarata essere la dispepsia da alterata funzionalita pancreatica con esclusiva difficoltà a digerire i lipidi. Più di una pubblicazione scientifica riporta che nell'estratto cellulare non dializzato di cellule positive per l'enzima alfa-amilasi (presente nelle cellule salivari e pancreatiche), questa proteina risente potentemente all'attivazione da parte di ioni quali potassio, calcio, cesio, bario e manganese. Un'azione più debole sulla sua attivazione apparterrebbe agli ioni cobalto, magnesio e nickel. Tuttavia, si tratta di dati raccolti non solo in esperimenti fatti in vitro, ma neppure in sistemi cellulari intatti, in cui le modalità d'azione metabolica potrebbero differire enormemente rispetto ad un generico "brodo di coltura".
Infine, sembra che le azioni molecolari del nickel sul pancreas si esplichino anche direttamente sull'insulina (vedere le Referenze bibliografiche del paragrafo). Alcuni Autori hanno provato, infatti, che gli ioni Ni2+ possono legare direttamente l'insulina nel suo stato di esamero, stabilizzarla ed impedire che venga degradata dalla glutatione-insulina transidrogenasi. Questo enzima usa gli equivalenti riducenti del glutatione per ridurre (e quindi aprire) i ponti disolfuro tridimensionali della struttura insulinica, il che porta alla perdita della sua azione biologica.
Dai dati della letteratura riportati, appare conciliabile ammettere che le indicazioni oligoterapiche del nickel (o le sue associazioni studiate dai sostenitori) possano avere una base chimica o biologica razionale. Quanto questi dati ne possano giustificare parzialmente o totalmente il suo impiego in oligoterapia, non è materia di trattazione in questa sezione.
- Rubajni G, Kovajch AG (1980): Cardiovascula actions of nickel. Acta Physiol Acad. SCi. Hung.; 55(4): 345-53.
- Kochman L. et al (2005): Different signaling in pig anterior pituitary cells by GnRH andd its complexes with copper and nickel. NeuroEndocrinol. Lett. 26(4): 377-82.
- Zakrzrwska I (1982): Effects of ions on alpha-amylase activity of human granulocytes. Acta Biol Acad Sci Hung. 33(1): 55-59.
- Hotta A et al. (2005): Effects of inhibitors of nonselective cation channeLs on the acetylcholine-induced depolarization of circula smooth muscle form the guinea pig stomach antrum. J. Smooth Muscle Res 41(6): 317-27.
- Maruyama Y (1993): Excess divalent cations activate Ca2+-mobilizing receptors in pancreatic acinar cells. Pflugers Arch. 422(5): 476-80.
- Varandani PT, Nafz MA (1985): inhibition of glutathione-insulin transhydrogenase by metal ions and activation by histidine and other chealting agents. Biochem Biophys Acta 832(1): 7-13.
- Saini HK (206): Involvement of Na/Ca exchanger in catecholamine-induced increase in intracellular calcium in cardiomyocytes. Am J Physiol heart Circ Physiol. 298(1): H373-80.
- Michaluk A et al (2006): LH release by Cu and Ni salts and metalGnRH complexes, in vitro. NeuroEndocrinol Lett. 27(4): 483-86.
- Kadima W (1999): Role of metal ions in the T- to R-allosteric transition in the insulin hexamer. Biochemistry 38(41): 13443-452.
- Davidson T et al. (2005): Soluble nickel interfers with cellular iron homeostasis. Mol Cell Biochem. 279(1): 175-162.

### Argento
Altro oligoelemento utilizzato per l'oligoterapia è l'argento. Di questo elemento chimico si hanno conoscenze limitate riguardo ad azioni biologiche negli esseri umani, sicuramente inferiori per quantità rispetto ad altri oligoelementi studiati. La presenza di argento è stata riscontrata in certe alghe, alcuni funghi e nel lievito di birra.
Tutti sanno che l'argento possiede attività antibiotica, nozione nota sin dal tempo degli antichi Romani i quali erano soliti preservare l'acqua, per lunghi periodi di tempo, in contenitori aggiungendovi un piccolo oggetto in argento. Oggi si sa che l'argento mostra una relativa facilità di cedere ioni Ag+ una volta che viene a contatto con l'acqua, ancor di più se il pH di questa non è perfettamente neutro, ma ha una tendenza verso l'acidità. Sono stati eseguiti studi di laboratorio che hanno cercato di spiegare i meccanismi molecolari dell'argento e di come si esplichi la sua attività battericida. Tuttavia, ci sono prove che gli ioni Ag+ possiedono alcune attività biochimiche su cellule e tessuti animali, che nulla hanno a che vedere con le loro proprietà anti-infettive. Sin dagli anni '60 ad oggi è riportato che essi possono interagire con svariati sistemi enzimatici animali:
- inattivano del tutto sia la gliceraldeide-3-fosfato deidrogenasi che l'isoenzima-1 della lattico deidrogenasi (enzimi della glicolisi) umane;
- possono parzialmente condizionare anche il ciclo di Krebs attraverso una loro modulazione dell'enzima malico deidrogenasi (evidenziato nel cervello bovino);
- inibiscono la carbamil-trasferasi (enzima del ciclo dell'urea) e la RNA polimerasi nucleare di fegato di ratto;
- riattivano parzialmente l'enzima alcol deidrogenasi deprivato di zinco.

Quali siano le conseguenze di questi blocchi biochimici operati dagli ioni argento, non è noto.
Tuttavia l'azione maggiormente studiata è stata quella del loro condizionare l'omeostasi ionica del calcio in certi tessuti eccitabili, in particolare il miocardio.
Gli ioni argento, infatti, possono stimolare il rilascio di ioni Ca2+ dal reticolo sarcoplasmatico muscolare cardiaco, attraverso un'azione diretta sulla ATPasi calcio-dipendente (Ca2+ATPase). In tal modo possono modulare la forza contrattile del miocardio per intervento sul sistema actina-miosina e diverse reazioni calcio-dipendenti, molte delle quali mediate dalla proteina.calmodulina.
Nelle cellule granulocitarie periferiche (modello di leucemia basofilia RBL-2H3 di ratto), l'Ag+ ha mostrato la capacità di innescare il rilascio di ioni Ca2+  e la liberazione di alcuni mediatori chimici endogeni, attraverso un meccanismo dipendente da alcune proteina tirosina chinasi, senza comparsa di apparente effetto citotossico. Ci sono prove che parte di queste azioni richieda l'intervento di un altro mediatore chimico cellulare, l'ossido nitrico.
L'argento viene riferito non essere usato da solo ma in associazione con altri elementi. Tipica è l'associazione rame-oro-argento, che pare possiederebbe delle proprietà biocatalitiche completamente differenti da quelle di ognuno dei singoli elementi. Il tropismo elettivo sarebbe l'asse cortico-surrenale che ne gioverebbe in caso di sintomatologia psicofisica dovuta allo stress. Ne beneficerebbe il sistema cardiovascolare per manifestazioni quali l'ipotensione, le varicosi degli arti inferiori e le emorroidi.
Ovviamente, per il suo noto potere battericida, la triade rame-oro-argento trova elettività per leucopenie, infezioni croniche da funghi (candidosi), foruncolosi, acro-pulpiti, ascessi ed adeniti. Come triade viene considerata un antibiotico polivalente, il cui impiego farebbe ridurre il bisogno di altri antibiotici.
Altre indicazioni elettive sono la senescenza prematura, sindromi fobiche, impotenza psicogena e la sindrome di Down. Non sono disponibili dati chimico-biologici o clinici che sosterrebbero l'impiego dell'argento come oligoelemento o in associazione in queste sindromi.
- Lansdown AB. Silver in health care: antimicrobial effects and safety in use. Curr Probl Dermatol. 2006;33:17-34.
- Higashida H et al. (1975): Mitochondrial malate dehydrogenase of bovine cerebrum. Characterization and mechanisms of inhibition by silver ions. J Biochem.; 78(5):989-99.
- Novello F, Stirpe F. The effects of copper and other ions on the ribonucleic acid polymerase activity of isolated rat liver nuclei. Biochem J. 1969 Jan; 111(1):115-119.
- Salama G, Abramson J. Silver ions trigger Ca2+ release by acting at the apparent physiological release site in sarcoplasmic reticulum. J Biol Chem. 1984; 259(21):13363-369.
- Gould GW, Colyer J, East JM, Lee AG. Silver ions trigger Ca2+ release by interaction with the (Ca2+-Mg2+)-ATPase in reconstituted systems. J Biol Chem. 1987;262(16):7676-79.
- Suzuki Y et al. (2001). Exposure of RBL-2H3 mast cells to Ag(+) induces cell degranulation and mediator release.Biochem Biophys Res Commun; 283(3):707-14.
- Suzuki Y et al. (2002). Silver activates calcium signals in rat basophilic leukemia-2H3 mast cells by a mechanism that differs from the Fc epsilon RI-activated response. J Immunol.; 169(7):3954-62.
- Inoue T et al. (2009). Nitric Oxide positively regulates Ag (I)-induced Ca(2+) influx and mast cell activation: role of a Nitric Oxide Synthase-independent pathway. J Leukoc Biol; 86(6):1365-75.

### Manganese
Menetrier riteneva opportuna la somministrazione di manganese nelle diatesi di tipo artritico-allergico (tipo II), notando da varie osservazioni cliniche che la carenza di questo elemento negli umani facilitava l'insorgenza di diversi disturbi, per prima la tendenza alle infiammazioni articolari.
Indicazioni altrettanto elettive per il manganese erano, secondo Mènètrier, l'emicrania e le cefalee post-prandiali da insufficienza funzionale epatica, la rinite allergica, l'asma e l'orticaria.
Oggigiorno la Biochimica ha individuato circa cinquanta proteine o enzimi animali che necessitano di manganese per il loro corretto funzionamento.
Rimanendo nell'ambito della Reumatologia, la giustificazione del suo impiego nell'artrite deriverebbe dal fatto che le cartilagini sono tessuti che hanno una tensione di ossigeno molto bassa, dato che sono tra gli unici tessuti del corpo umano a non possedere una rete vascolare diretta. Minime variazioni dell'ossigenazione derivata da disturbi arteriosi o venosi, portano alla sofferenza dei condrociti che cominciano così ad andare incontro a stress ossidativo. Vengono prodotti radicali liberi dell'ossigeno (RLO) e la perossidazione delle membrane cellulari genera derivati lipidici che richiamano le cellule infiammatorie (per lo più macrofagi).
L'organello intracellulare che risente immediatamente della sofferenza ossigeno-carente è il mitocondrio, che è altrettanto vulnerabile ai radicali liberi. Uno dei sistemi di detossificazione mitocondriali principali è dato dalla superossido dismutasi 2 (SOD2 o MnSOD), che contiene proprio un atomo di manganese nel suo sito catalitico. Il supplemento di manganese potrebbe indurre le cellule cartilaginee a sintetizzare più SOD2 o a supplire di quello perduto durante la denaturazione dell'enzima, rendendo quindi più efficace la rimozione degli anioni superossido.
La più efficace rimozione dei radicali liberi potrebbe essere lo stesso meccanismo con cui il manganese potrebbe prevenire le patologie allergiche, in cui la partecipazione dei RLO è appurata da tempo. Indipendentemente da questo effetto, è noto che il manganese interagisce col sistema della 5-lipossigenasi/recettore del leucotriene B4 (5-LOX/LTB4R). La prima è un enzima che sintetizza i leucotrieni dall'acido arachidonico; la seconda è il recettore per uno dei leucotrieni broncocostrittori e coinvolti nella patogenesi dell'asma.
Tuttavia, sembra che questa regolazione del manganese non si esplichi a livello bronchiale, bensì a livello cerebrale. Sarebbe cioè in grado di modificare la reattività bronchiale attraverso la coordinazione degli impulsi nervosi (specie di tipo periferico) che poi agirebbero sulla muscolatura liscia dei bronchi.
Infine la modifica dell'attività epatica da parte del manganese risiede nel suo far parte di enzimi sia della gluconeogenesi (come fosfoenolpiruvato carbossichinasi) sia del catabolismo degli amminoacidi (arginasi; ciclo dell'urea. Un cattivo funzionamento epatico durante la digestione può infatti portare alla veloce genesi di tossine da decomposizione amminoacidica (urea, agmatina, tiramina) e lento metabolismo del glucosio (diossiacetone). L'aumento di queste tossine nel sangue può scatenare cefalea.